# Odocoileus cariacou
Odocoileus cariacou es un cérvido que habita desde Centroamérica hasta el norte de Sudamérica. 

## Distribución
Odocoileus cariacou se distribuye en tierras bajas desde el sur de México (México neotropical) hasta el norte de América del Sur, llegando por el sur hasta el norte de Brasil, las Guayanas, Venezuela, el occidente de Ecuador y Colombia, en las regiones de la Amazonia, la Orinoquia, Pacífica, valle medio del río Magdalena, contando con poblaciones los departamentos de Caquetá, Casanare, Cesar, La Guajira, Magdalena, Meta, Santander, Valle del Cauca y Vichada.

## Taxonomía
Este taxón fue descrito originalmente en el año 1784 por el zoólogo Pieter Boddaert.
Durante décadas fue considerado sólo una subespecie del venado de cola blanca común (Odocoileus virginianus), es decir: Odocoileus virginianus cariacou, pero estudios publicados en el año 1999 permitieron elevarlo a la categoría de especie plena, asignándole numerosas subespecies.
O. cariacou se ha mantenido aislado de O. lasiotis por al menos un mínimo de unos 350 000 años, según se desprende de formulaciones de escenarios paleobiogeográficos concordantes con datos
genéticos, morfológicos, arqueológicos y paleontológicos.
O. cariacou se ha mantenido aislado de O. margaritae por unos 400 000 años, logrando conservar intacto su identidad
taxonómica pese a un breve contacto ecológico y reproductivo entre ambas taxas acaecido hace 17 000 a 13 000 años.
Localidad tipo
La localidad tipo indicada era: “Gujania, Brasilia”, la que en el año 1984 fue restringida  por Hershkovitz a: “Guyana, costa de la Guayana Francesa”.

### Subespecies
La especie Odocoileus cariacou es subdividida en numerosas subespecies.
- Odocoileus cariacou acapulcensis (Caton 1877) – sur de México.
- Odocoileus cariacou veraecrucis (Goldman & Kellog 1940) – oriente de México.
- Odocoileus cariacou thomasi (Merriam 1898) – Oaxaca y Chiapas, México.
- Odocoileus cariacou yucatanensis (Hays 1872) – Yucatán, México.
- Odocoileus cariacou oaxacensis (Goldman & Kellogg, 1940) – Oaxaca, México
- Odocoileus cariacou sinaloae (Allen, 1903) –  Sinaloa, México.
- Odocoileus cariacou toltecus (Saussure, 1860) – Veracruz, México.
- Odocoileus cariacou nelsoni (Merriam 1898) – Guatemala.
- Odocoileus cariacou truei (Merriam 1898) – Centroamérica.
- Odocoileus cariacou chiriquensis (J.A. Allen 1910) – Panamá.
- Odocoileus cariacou rothschildi (Thomas 1902) – Coiba, Panamá.
- Odocoileus cariacou tropicalis (Cabrera 1918) – región del Pacífico en Colombia y Perú.
- Odocoileus cariacou cariacou (Boddaert 1784) – Guayana Francesa y norte de Brasil.
- Odocoileus cariacou curassavicus (Hummelink, 1940) – Curazao.
- Odocoileus cariacou gymnotis (Wergmann 1833) – Colombia, Venezuela, Guyana y Surinam. Incluye en su sinonimia a O. c. apurensis (Brokx, 1972) de los llanos colombo-venezolanos y noroeste de la Amazonia.

La subespecie Odocoileus cariacou goudotii (Gay & Gervais 1849), de la zona andina de Colombia, fue elevada a la categoría de especie plena: Odocoileus goudotii.

## Características y costumbres
O. cariacou posee el pelaje con una coloración general de tonalidad amarillenta a rojiza. Este es mucho más corto que el de O. goudotii y O. lasiotis. La altura en los hombros es de unos 80 cm.  
Es un animal de hábitos huidizos, terrestres y crepusculares. Recorre, solo en pareja o pequeños grupos, en búsqueda de vegetación tierna, intentando pasar desapercibido de sus predadores. Es un rumiante con una dieta herbívora y frugívora; consume brotes, hojas, frutos y semillas. 
Frente a una amenaza, emprende la huida; en la carrera mantiene la cola levantada (la cual es blanca por debajo) para que el destello blanco actúe como una señal visual de peligro para otros miembros de su grupo, si bien en este taxón es más corta, y elevada expone menos blanco, comparándola con la de los venados de cola blanca norteamericanos.
Se comunica sexualmente y marca su territorio mediante la orina y con el frotado de objetos con alguna de sus varias glándulas odoríferas: preorbitales (junto a sus ojos), tarsales e interdigitales (en sus patas) y las situadas en las bases de su cornamenta. La glándula metatarsal —presente en los venados de cola blanca norteamericanos— en este taxón posee un escaso o nulo desarrollo. 
Ambos sexos poseen el mismo pelaje todo el año, es decir, no presentan cambio estacional. El macho es el único que presenta cornamenta, la cual es ramificada, siendo renovada todos los años. Al entrar las hembras al estro, los machos se enfrentan en combates entre sí para tener el derecho a montarlas. El ganador podrá copular con cuantas hembras le sea posible. Luego de una gestación que dura unos 7 meses, la hembra pare una sola cría, la que muestra una librea compuesta por un salpicado blanco en el pelaje dorsal, el que va desapareciendo con el correr de los meses.